# Ben Elton
Benjamin Charles "Ben" Elton (Londres, 3 de maio de 1959) é um premiado roteirista, dramaturgo, escritor, ator, comediante e diretor inglês. Ficou conhecido na década de 1980 por trabalhar, junto a Richard Curtis, como roteirista da série de TV britânica Blackadder, um sucesso de audiência que estrelava Rowan Atkinson e que lhe rendeu dois BAFTAs. Trabalhou novamente com este ator na criação da série Mr. Bean, fenômeno televisivo mundial, ainda que não tenha continuado no time de roteiristas depois do primeiro episódio. Em 1995, voltou a trabalhar com Atkinson na série The Thin Blue Line, pela qual recebeu os prêmios British Comedy Award e dois Jury Award em Reims. Outros trabalhos notáveis incluem a série oitentista The Young Ones e os musicais We Will Rock You, sobre o grupo Queen, e Love Never Dies, uma sequência do famoso O Fanstasma da Ópera, de Andrew Lloyd Webber. Elton é também ator, tendo feito pontas, inclusive em The Thin Blue Line, escritor, tendo escrito vários romances, e comediante, carreira que desenvolve fazendo stand-ups. Além da cidadania britânica de nascimento, tem, desde 2004, a cidadania australiana. Elton foi criado em um lar irreligioso e é ateu.

## Livros
Elton publicou 15 romances desde 1989:
- Stark (1989)
- Gridlock (1991)
- This Other Eden (1993)
- Popcorn (1996)
- Blast from the Past (1998)
- Inconceivable (1999)
- Dead Famous (2001)
- High Society (2002)
- Past Mortem (2004)
- The First Casualty (2005)
- Chart Throb (2006)
- Blind Faith (2007)
- Meltdown (2010)
- Two Brothers (2012)
- Time and Time Again (2014)